# Melitaea leopardata
Melitaea leopardata är en fjärilsart som beskrevs av Ruggero Verity 1924. Melitaea leopardata ingår i släktet Melitaea och familjen praktfjärilar. Inga underarter finns listade i Catalogue of Life.